# Máel Snechtai del Moray
Máel Snechtai mac Lulaich, più comunemente Máel Snechtai del Moray (... – 1085), è stato un re scozzese, sovrano del regno indipendente del Moray.

## Biografia
Era figlio di Lulach di Scozia, erede di re Macbeth. Il regno di quest'ultimo terminò in maniera turbolenta nel 1057 con l'invasione di Malcolm Canmore, rivale appartenente al casato dei Dunkeld. Lulach allora dovette ritirarsi a nord, nella contea a lui fedele del Moray, finché l'anno successivo Canmore la invase e lo uccise, proclamandosi quindi re Malcolm III di Scozia.
Il controllo scozzese sul Moray era tuttavia assai debole, e già poco dopo Máel Snechtai se ne proclamò re. La sua autorità era tuttavia più simile a quella di un mormaer ("conte" in gaelico scozzese), data l'area limitata sotto il suo controllo. Pare che fosse un sovrano molto religioso, dato che nel Book of Deer è citato come autore di una generosa concessione alla locale abbazia di Deer.
Máel Snechtai rimase comunque per lungo tempo una spina nel fianco di Malcolm III, finché egli tra il 1077 e il 1078 invase nuovamente il Moray per mettere fine alla minaccia gaelica. Il re del Moray riuscì a fuggire, permettendo tuttavia che il suo castello, sua madre e il suo esercito venissero catturati da Malcolm Canmore. Senza più sostenitori, Máel Snechtai si arrese quindi poco dopo e venne privato di tutti i titoli e i possedimenti, ritirandosi infine in un monastero e morendovi nel 1085.
La sconfitta di Máel Snechtai non coincise tuttavia con la fine delle istanze indipendentiste del Moray: la sua eredità venne raccolta dal nipote Óengus, che trovò infine la morte mezzo secolo più tardi alla battaglia di Stracathro.

## Ascendenza
|                         |   |                  | Genitori              |  |  | Nonni |  |  | Bisnonni              |  |  | Trisnonni          |  |
|                         |   |                  |                       |  |  |       |  |  | Máel Brigte del Moray |  |  | Ruaidhri del Moray |  |
|                         |   |                  |                       |  |  |       |  |  | Máel Brigte del Moray |  |  | Ruaidhri del Moray |  |
|                         |   | …                |                       |  |  |       |  |  | Máel Brigte del Moray |  |  |                    |  |
| Gille Comgain del Moray |   |                  |                       |  |  |       |  |  | Máel Brigte del Moray |  |  |                    |  |
|                         |   | …                | …                     |  |  |       |  |  |                       |  |  |                    |  |
|                         |   | …                | …                     |  |  |       |  |  |                       |  |  |                    |  |
|                         |   | …                | …                     |  |  |       |  |  |                       |  |  |                    |  |
| Lulach di Scozia        |   | …                |                       |  |  |       |  |  |                       |  |  |                    |  |
|                         |   | Boite mac Cinaed | Kenneth III di Scozia |  |  |       |  |  |                       |  |  |                    |  |
|                         |   | Boite mac Cinaed | Kenneth III di Scozia |  |  |       |  |  |                       |  |  |                    |  |
|                         |   | Boite mac Cinaed | …                     |  |  |       |  |  |                       |  |  |                    |  |
| Gruoch di Scozia        |   | Boite mac Cinaed |                       |  |  |       |  |  |                       |  |  |                    |  |
|                         |   | …                | …                     |  |  |       |  |  |                       |  |  |                    |  |
|                         |   | …                | …                     |  |  |       |  |  |                       |  |  |                    |  |
|                         |   | …                | …                     |  |  |       |  |  |                       |  |  |                    |  |
| Máel Snechtai del Moray |   | …                |                       |  |  |       |  |  |                       |  |  |                    |  |
|                         | … | …                |                       |  |  |       |  |  |                       |  |  |                    |  |
|                         | … | …                |                       |  |  |       |  |  |                       |  |  |                    |  |
|                         | … | …                |                       |  |  |       |  |  |                       |  |  |                    |  |
| …                       | … |                  |                       |  |  |       |  |  |                       |  |  |                    |  |
|                         |   | …                | …                     |  |  |       |  |  |                       |  |  |                    |  |
|                         |   | …                | …                     |  |  |       |  |  |                       |  |  |                    |  |
|                         |   | …                | …                     |  |  |       |  |  |                       |  |  |                    |  |
| moglie di Lulach        |   | …                |                       |  |  |       |  |  |                       |  |  |                    |  |
|                         |   | …                | …                     |  |  |       |  |  |                       |  |  |                    |  |
|                         |   | …                | …                     |  |  |       |  |  |                       |  |  |                    |  |
|                         |   | …                | …                     |  |  |       |  |  |                       |  |  |                    |  |
| …                       |   | …                |                       |  |  |       |  |  |                       |  |  |                    |  |
|                         |   | …                | …                     |  |  |       |  |  |                       |  |  |                    |  |
|                         |   | …                | …                     |  |  |       |  |  |                       |  |  |                    |  |
|                         |   | …                | …                     |  |  |       |  |  |                       |  |  |                    |  |
|                         |   | …                |                       |  |  |       |  |  |                       |  |  |                    |  |